# Puiseux-en-France
Pour les articles homonymes, voir Puiseux.
Puiseux-en-France est une commune française située dans le département du Val-d'Oise, en région Île-de-France.
Ses habitants sont appelés les Puiséens.

## Géographie

### Description
Puiseux-en-France est une commune périurbaine du  Pays de France  dans le Val-d'Oise
Située à environ 30 km au nord de Paris, elle est aisément accessible par l'autoroute A1 la Francilienne et l'ancienne route nationale 17.

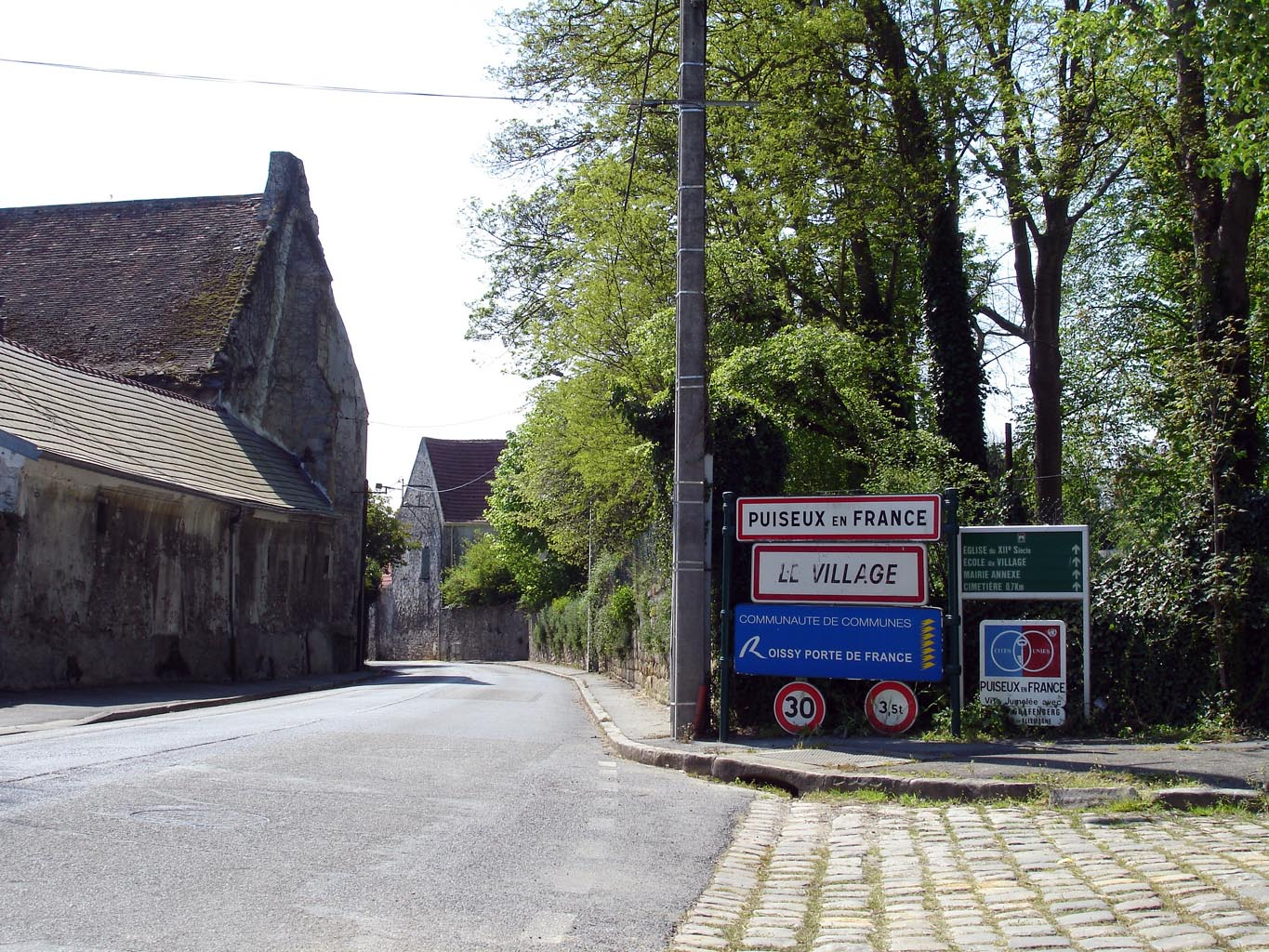
L'entrée de Puiseux-village, avec le pignon du logis de la ferme du Temple.

### Communes limitrophes
La commune est limitrophe de Marly-la-Ville, Louvres, Fontenay-en-Parisis, Châtenay-en-France et Bellefontaine.

### Voies de communication et transports
La station de chemin de fer la plus proche est la gare de Louvres desservie par les trains de la ligne D du RER.

### Climat
Pour des articles plus généraux, voir Climat de l'Île-de-France et Climat du Val-d'Oise.
En 2010, le climat de la commune est de type climat océanique dégradé des plaines du Centre et du Nord, selon une étude du CNRS s'appuyant sur une série de données couvrant la période 1971-2000. En 2020, Météo-France publie une typologie des climats de la France métropolitaine dans laquelle la commune est dans une zone de transition entre le climat océanique et le climat océanique altéré et est dans la région climatique Sud-ouest du bassin Parisien, caractérisée par une faible pluviométrie, notamment au printemps (120 à 150 mm) et un hiver froid (3,5 °C).
Pour la période 1971-2000, la température annuelle moyenne est de 11 °C, avec une amplitude thermique annuelle de 14,9 °C. Le cumul annuel moyen de précipitations est de 705 mm, avec 11,6 jours de précipitations en janvier et 8,1 jours en juillet. Pour la période 1991-2020, la température moyenne annuelle observée sur la station météorologique la plus proche, située sur la commune de Saint-Witz à 6 km à vol d'oiseau, est de 11,9 °C et le cumul annuel moyen de précipitations est de 676,8 mm,. Pour l'avenir, les paramètres climatiques de la commune estimés pour 2050 selon différents scénarios d'émission de gaz à effet de serre sont consultables sur un site dédié publié par Météo-France en novembre 2022.

## Urbanisme

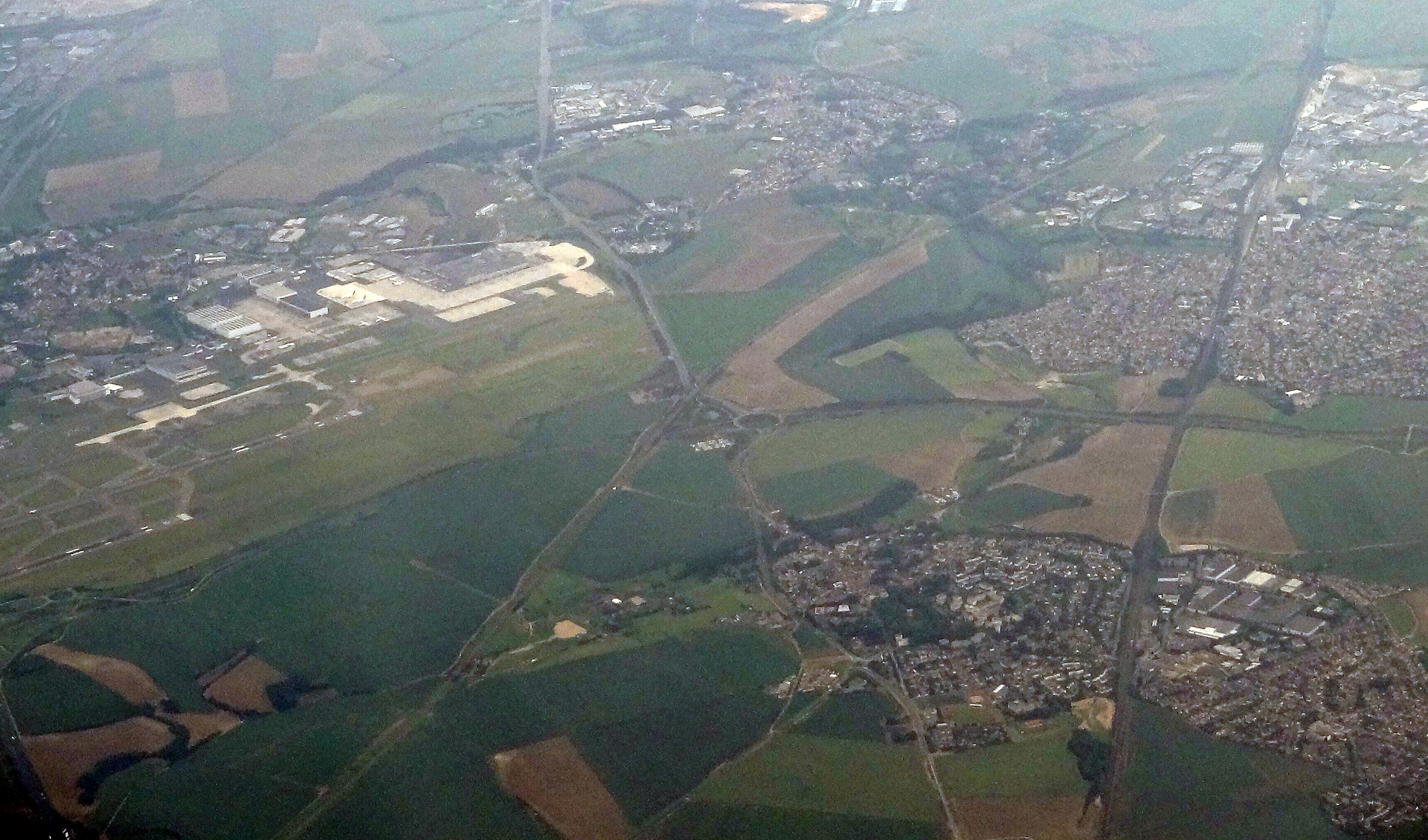
Vue aérienne en 2014 de Louvres, Puiseux-en-France et Goussainville (Val-d'Oise), France. Vue en direction du sud.

La commune se compose de Puiseux-Village et des nouveaux quartiers (le quartier des Kaufman, le quartier des Hameaux et le quartier du Coudray), qui forment une agglomération homogène avec la commune limitrophe de Louvres, et qui abritent une large majorité de la population.

### Typologie
Au 1er janvier 2024, Puiseux-en-France est catégorisée centre urbain intermédiaire, selon la nouvelle grille communale de densité à sept niveaux définie par l'Insee en 2022.
Elle appartient à l'unité urbaine de Louvres, une agglomération intra-départementale regroupant deux  communes, dont elle est une commune de la banlieue,,. Par ailleurs la commune fait partie de l'aire d'attraction de Paris, dont elle est une commune de la couronne,. Cette aire regroupe 1 929 communes,.

### Habitat
| Logements                                        | Nombre en 2008 | % en 2008 | nombre en 2013 | % en 2013 | nombre en 2018 | % en 2018 |
| ------------------------------------------------ | -------------- | --------- | -------------- | --------- | -------------- | --------- |
| Total                                            | 1 283          | 100 %     | 1 283          | 100 %     | 1 413          | 100 %     |
| Résidences principales                           | 1 251          | 97,5 %    | 1 216          | 94,8 %    | 1 322          | ** %      |
| → Dont HLM                                       | 2              | 0,2 %     | 3              | 0,2 %     | 6              | 0,4 %     |
| Résidences secondaires et logements occasionnels | 3              | 0,3 %     | 3              | 0,2 %     | 15             | 1,0 %     |
| Logements vacants                                | 29             | 2,3 %     | 64             | 5 %       | 76             | 5,4 %     |
| Dont :                                           |                |           |                |           |                |           |
| → maisons                                        | 1 159          | 90,3 %    | 1 110          | 86,5 %    | 1 181          | 83,6 %    |
| → appartements                                   | 123            | 9,6 %     | 170            | 13,3 %    | 229            | 16,2 %    |

La commune ne respecte pas le pourcentage minimum de logements sociaux auquel elle est assujettie par l'article 55 de la Loi SRU et a du payer une amende de 57 000 € en 2015 et 47 000 € en 2016. En 2017, le droit de préemption urbain est exercé par le préfet, afin de permettre la création de logements sociaux, et la commune a donné un terrain d'un hectare, où sont construits 73 logements, dont 42 sociaux.

### Projets
Un Écoquartier de 3 340 logements doit être réalisé entre 2017 et 2028 sur 82 ha  comprenant dont 19 ha d’espaces publics répartis sur Louvres et Puiseux, qui en accueillera 440, dans le cadre d'un aménagement mis en œuvre par l'établissement public Grand Paris Aménagement. Le projet a été désigné par Manuel Valls comme l'un des sites prioritaires pour la construction de logements dans le Grand Paris,,.
L'agrandissement et la prolongation d'exploitation de l'ISDI (Installation de stockage de déchets inertes) déjà située sur la commune est en projet. L'agrandissement concerne deux zones à l'est et au sud du site actuel, leurs surfaces projetées respectives sont de 19 et 40 hectares. L'actuelle ISDI de 28 hectares est exploitée par la société COSSON (détenue à 99,9% par le groupe COLAS, lui-même détenu à 96.5% par le groupe BOUYGUES). Sa demande de mise en exploitation a été réalisée en 2014,, pour une capacité de 2 160 000 tonnes et son exploitation effective devait être réalisée mi-2015 mais a débuté en 2016. L'ISDI a été reclassée ISDI3+ en 2019. Son autorisation d'exploitation est aujourd'hui valide jusqu'à la date du 19 décembre 2021. Le projet sur la commune consiste à agrandir l'ISDI d'une surface de 59 hectares (augmentation de 210%, soit une surface d'ISDI qui représenterai 17% de la surface totale de la commune) et de prolonger son exploitation d'une durée de onze années, soit jusqu'en 2032,. Cette demande s'accompagne d'une adaptation des seuils de pollutions des déchets inertes qui seraient entreposés sur site. Une consultation publique a eu lieu sur ce projet du 6 août 2021 au 3 septembre (arrêté préfectoral N° IC-21-050 du 28 mai 2021) et a fait l'objet de 112 observations/contributions. La société COSSON, rachetée par le groupe TERSEN, a été dissoute le 24 août 2021, TERSEN devenant depuis lors exploitant du site. Le projet suscite une vive protestation de la part des Puiséens et Puiséennes,.

## Toponymie
Puteoli en 1119, puteolum en 1184, Puseaus au XIIIe siècle, Puteoles en 1626.
Le nom de Puiseux-en-France provient du latin *puteolum, « petit puits ».
Jusqu'à la Révolution française, le bourg se nomme Puiseux-lès-Marly, puis, après 1792, Puiseux-lès-Louvres, et, en 1947,Puiseux-en-France, qui référencie le Pays de France où se trouve la commune.

## Histoire

### Préhistoire et antiquité
Les vestiges d'une occupation humaine sur le territoire communal entre la prégistoire et l'époque moderne ont été retrouvés, notamment en 2015 lors de fouilles archéologiques àà la Fontaine Sainte-Geneviève. Un sol du Paléolithique moyen (300 000-40 000 av. J.-C.) a ainsi été découvert, et deux habitats du second  Âge du fer (480-52 av. J.-C.). les Romains occupent le plateau au tout début de notre ère, époque dont datent des aménagements tels qu’un cellier, un puits, des rejets de foyers.
Une  bulle du pape Calixte II en 1119 mentionne que l'église et ses biens appartiennent au prieuré Saint-Martin-des-Champs de Paris.

### Les Templiers et les Hospitaliers
Les origines de ce que deviendra la commanderie de Puiseux est à rechercher dans la vente que Bernold et Cécile de Puiseux font en mai 1233 d'un arpent de terre dans le village même avec toute la dime de Puiseux pour 1 300 livres. Les Templiers font construire sur le terrain une grange dîmière,. En mars 1247, Raoul de Puiseux, en échange d'un prêt de 100 livres parisis que les Templiers lui avaient fait, leur cède tout le champart qu'il possédait sur le territoire de Puiseux,. Raoul de Puiseux effectue en janvier 1255 une donation à l'ordre du Temple, du cinquième de plusieurs pièces de terre,. Il recommence, en février 1260, Raoul donne aux Templiers le cinquième de son manoir avec ses dépendances, du bois du Coudray et celui de Jagny, de deux prés, d'un vigne et de la moitié du four avec sa maison au Puiseux ainsi que le cinquième de la justice,.
En 1318, la ferme du Temple appartient à la maison des Hospitaliers de l'ordre de Saint-Jean de Jérusalem de la commanderie de Choisy-le-Temple. La commanderie comptait en 1456 220 arpents de terre qui rapportaient six muids de froment et trois muids d'avoine et en 1757, 5 880 livres et en 1783, 8 000 livres.
Les éléments les plus anciens de la ferme et de la grange dimière remontent effectivement au XIIe siècle et au XIVe siècle, mais les bâtiments ont été reconstruits, voire construits à neuf au XVIIIe siècle. La façade avec le pignon nord du logis sur la rue se démarque par un mur en moellons et un contrefort central. La grange aujourd'hui désaffectée est un bâtiment longitudinal avec peu d'ouvertures, construite en moellons avec des chaînages en pierre de taille à intervalles réguliers. À ce titre, elle se rapproche des bâtiments agricoles typiques de la région. Le portail de la cour de ferme ne donnait pas directement sur la rue : il subsiste encore derrière deux pavillons récents construits devant la ferme à l'est.
Il y avait à Fontenay-les-Louvres une maison qui dépendait de la commanderie de Puiseux, mais qui est détruite durant les guerres du XVe siècle. Le fief de Bellefontaine, dit fief de Boissonnet, relevait également de la maison de Puiseux.

### Temps modernes

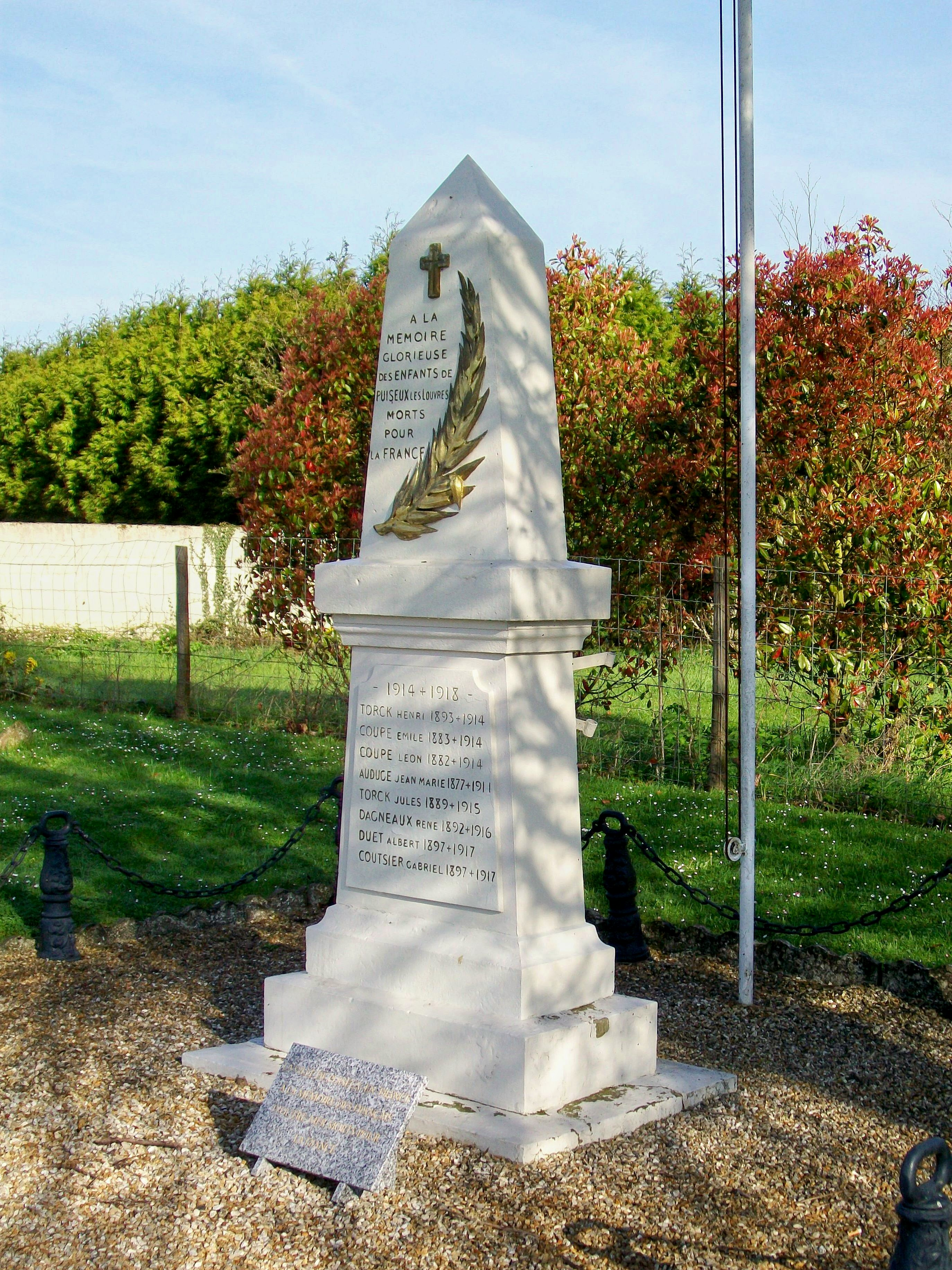
Le monument aux morts.

En 1612, la seigneurie devient la possession de la famille de La Salle. Le château est en ruine en 1762, lors du rattachement de la seigneurie au comté de Marly-la-Ville|.
Pendant la Première Guerre mondiale, lors du raid de dirigeables contre Paris et sa banlieue le 21 mars 1915 un Zeppelin survole Puiseux, sans lancer de bombes.
Lors des combats de la Libération de la France à la fin de la Seconde Guerre mondiale, le 4 octobre 1944, un missile balistique V2 s'écrase sur Puiseux-lès-Louvres.
L'activité agricole reste importante jusqu'au milieu du XXe siècle. L'urbanisation commence en 1930 avec le lotissement d'anciens espaces agricoles, tel le Bois de Coudray, où sont construits des pavillons, suivis, au début des années 1970 des lotissements “des marines”, “les Îles de France” et “les Saplots”, dans ce qui est désormais appelé Puiseux ville, séparé de l'ancien noyau villageois par des champs. Ce développement de l'urbanisation est favorisé par la création en 1846 de la gare de Louvres puis de l'Aéroport Paris-Charles-de-Gaulle en 1973.

## Politique et administration

### Rattachements administratifs et électoraux

#### Rattachements administratifs
Antérieurement à la loi du 10 juillet 1964, la commune faisait partie du département de Seine-et-Oise. La réorganisation de la région parisienne en 1964 fit que la commune appartient désormais au département du Val-d'Oise et à son arrondissement de Sarcelles après un transfert administratif effectif au 1er janvier 1968.
Elle faisait partie de 1806  à 1967 du canton d'Écouen de Seine-et-Oise. Lors de la mise en place du Val-d'Oise, la ville intègre le canton de Luzarches. Dans le cadre du redécoupage cantonal de 2014 en France, cette circonscription administrative territoriale a disparu, et le canton n'est plus qu'une circonscription électorale.
Puiseux-en-France  fait partie du ressort du tribunal d'instance de Gonesse (depuis la suppression du tribunal d'instance d'Écouen en février 2008), et ceux du tribunal judiciaire et du tribunal de commerce de Pontoise,.

#### Rattachements électoraux
Pour les élections départementales, la commune est membre depuis 2014 du canton de Fosses
Pour l'élection des députés, elle fait partie de la neuvième circonscription du Val-d'Oise.

### Tendances politiques et résultats
Au premier tour des élections municipales de 2014 dans le Val-d'Oise, la liste UMP menée par le maire sortant Yves Murru obtient la majorité absolue des suffrages exprimés avec 906 voix (62,56 %, 19 conseillers municipaux élus dont 2 communautaires), devançant très largement celle SE menée par Christine Mahé 	(542 voix, 37,43 %, 4 conseillers municipaux élus dont 1 communautaire).
Lors de ce scrutin, 40,56 % des électeurs se sont abstenus.
Lors du premier tour des élections municipales de 2020 dans le Val-d'Oise, la liste DVD menée par le maire sortant Yves Murru obtient la majorité absolue des suffrages exprimés, avec 613 voix (56,81, 21 conseillers municipaux élus dont 1 communautaire), devançant largement  celle DIV menée par Catherine Klug (466 voix, 43,18 %, 6 conseillers municipaux élus).
Lors de ce scrutin marqué par la pandémie de Covid-19 en France, 55,15 % des électeurs se sont abstenus.

### Liste des maires
| Période                                  | Période                        | Identité                             | Étiquette | Qualité |
| ---------------------------------------- | ------------------------------ | ------------------------------------ | --------- | --- |
| Les données manquantes sont à compléter. |                                |                                      |           | |
| 1809                                     | 1816                           | Honoré Parfait Taveau (Mort en 1836) |           | |
| 1925                                     | 1963                           | M. Lucien Girard-Boisseau            |           | |
| mars 1974                                | juin 1995                      | Claude Hugon,                        |           | Retraité EDF Chevalier de l’Ordre du mérite du Burkina Faso                                                                                     |
| Les données manquantes sont à compléter. |                                |                                      |           | |
| avant 2000                               | mars 2005                      | Jean-Michel Rougeron                 | DVD       | Démissionnaire |
| avril 2005                               | En cours (au 1er juillet 2021) | Yves Murru                           | UMP → LR  | Fonctionnaire retraité du ministère de l'Intérieur Vice-président de la CA Roissy Porte de France (2014 → 2015) Réélu pour le mandat 2020-2026, |

### Politique de développement durable
La commune de Puiseux en collaboration avec celle de Louvres élabore un projet d'éco-quartier.

### Jumelages
- Grafenberg (Allemagne) depuis 1982[56].

## Équipements et services publics
La commune s'est dotée d'une agence postale communale.

### Enseignement
En 2021, la ville dispose du groupe scolaire du Bois du Coudray et du groupe scolaire Marcel Pagnol, qui accueillent tous deux enfants en classes primaires et maternelles.
Ils poursuivent leur scolarité dans les collèges André-Malraux à Louvres, Françoise Dolto à Marly-la-Ville et au collège Collège Stendhal de Fosses, puis dans les lycées de Luzarches, de Fosses, de Gonesse, de Goussainville ou de Saint-Witz.

### Culture
La commune se dote en 2019-2020 d'une  salle de spectacle de 300 places, attenante au complexe André Malraux avec lequel elle partage ses coursives

### Santé
La commune compte[Quand ?] : 
- un médecin généraliste,
- un chirurgien-dentiste
- 2 kinésithérapeutes

## Population et société

### Démographie
L'évolution du nombre d'habitants est connue à travers les recensements de la population effectués dans la commune depuis 1793. Pour les communes de moins de 10 000 habitants, une enquête de recensement portant sur toute la population est réalisée tous les cinq ans, les populations de référence des années intermédiaires étant quant à elles estimées par interpolation ou extrapolation. Pour la commune, le premier recensement exhaustif entrant dans le cadre du nouveau dispositif a été réalisé en 2005.

En 2022, la commune comptait 3 755 habitants, en évolution de +7,5 % par rapport à 2016 (Val-d'Oise : +4 %, France hors Mayotte : +2,11 %).
| 1793 | 1800 | 1806 | 1821 | 1831 | 1836 | 1841 | 1846 | 1851 |
| ---- | ---- | ---- | ---- | ---- | ---- | ---- | ---- | ---- |
| 251  | 224  | 207  | 201  | 169  | 183  | 179  | 177  | 181  |

| 1856 | 1861 | 1866 | 1872 | 1876 | 1881 | 1886 | 1891 | 1896 |
| ---- | ---- | ---- | ---- | ---- | ---- | ---- | ---- | ---- |
| 184  | 162  | 159  | 189  | 178  | 170  | 182  | 198  | 201  |

| 1901 | 1906 | 1911 | 1921 | 1926 | 1931 | 1936 | 1946 | 1954 |
| ---- | ---- | ---- | ---- | ---- | ---- | ---- | ---- | ---- |
| 192  | 196  | 196  | 229  | 336  | 396  | 599  | 566  | 750  |

| 1962 | 1968  | 1975  | 1982  | 1990  | 1999  | 2005  | 2006  | 2010  |
| ---- | ----- | ----- | ----- | ----- | ----- | ----- | ----- | ----- |
| 921  | 1 020 | 2 966 | 3 098 | 3 121 | 2 929 | 3 395 | 3 414 | 3 294 |

| 2015  | 2020  | 2022  | - | - | - | - | - | - |
| ----- | ----- | ----- | - | - | - | - | - | - |
| 3 392 | 3 583 | 3 755 | - | - | - | - | - | - |

## Culture locale et patrimoine

### Lieux et monuments
Puiseux-en-France compte  un  monument historique sur son territoire : 
Tous les éléments du patrimoine architectural se situent à Puiseux-Village.
- Église Sainte-Geneviève, rue Lucien-Girard-Boisseau (inscrite Monument historique en 1976[68]) : 
mentionnée pour la première fois en 1119, elle a été reconstruite plusieurs fois. L'édifice actuel est d'un style gothique rustique, ne permettant pas une datation précise. 
Son plan est rectangulaire, à trois vaisseaux, et mesure cinq travées de longueur. Les trois premières travées correspondent à la nef et ses bas-côtés, et sont simplement plafonnées de bois. La première travée du bas-côté nord est la base du clocher, et sert de porche. Les deux dernières travées correspondent au sanctuaire et ses deux chapelles latérales, et ont été voûtées d'ogives à la Renaissance. Cependant, on trouve un chapiteau gothique flamboyant à l'entrée du chœur, à droite, et des chapiteaux Renaissance n'existent qu'au début de la nef, au sud, et dans la chapelle latérale nord, dédiée à Sainte-Geneviève. La chapelle latérale sud, dédiée à la Vierge Marie, a été reprise à la période moderne, de même que toutes les fenêtres du côté sud et l'unique baie occidentale. Mais les différences stylistiques ne sautent pas aux yeux, et l'église Sainte-Geneviève apparaît, à l'intérieur, comme un édifice homogène assez harmonieux. 
L'extérieur est en revanche plutôt fruste. On note seulement le curieux clocher, dont la base est flanquée de deux tourelles coiffées en poivrière, et dont la partie haute, d'un diamètre moins important, est désaxée vers l'ouest par rapport à sa base[69],[43].

L'église Sainte-Geneviève
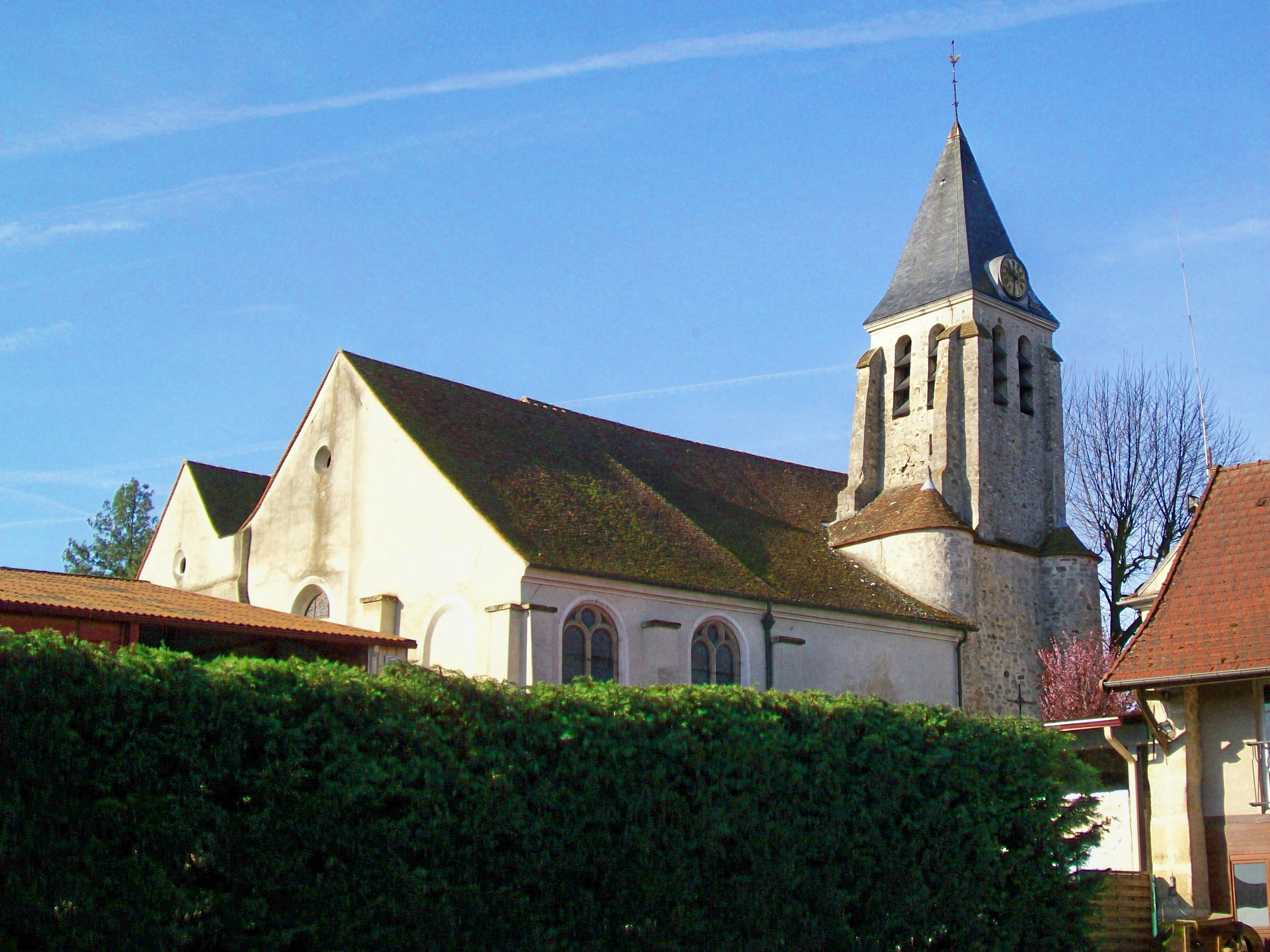
L'église Sainte-Geneviève, enclavée dans des propriétés privées.
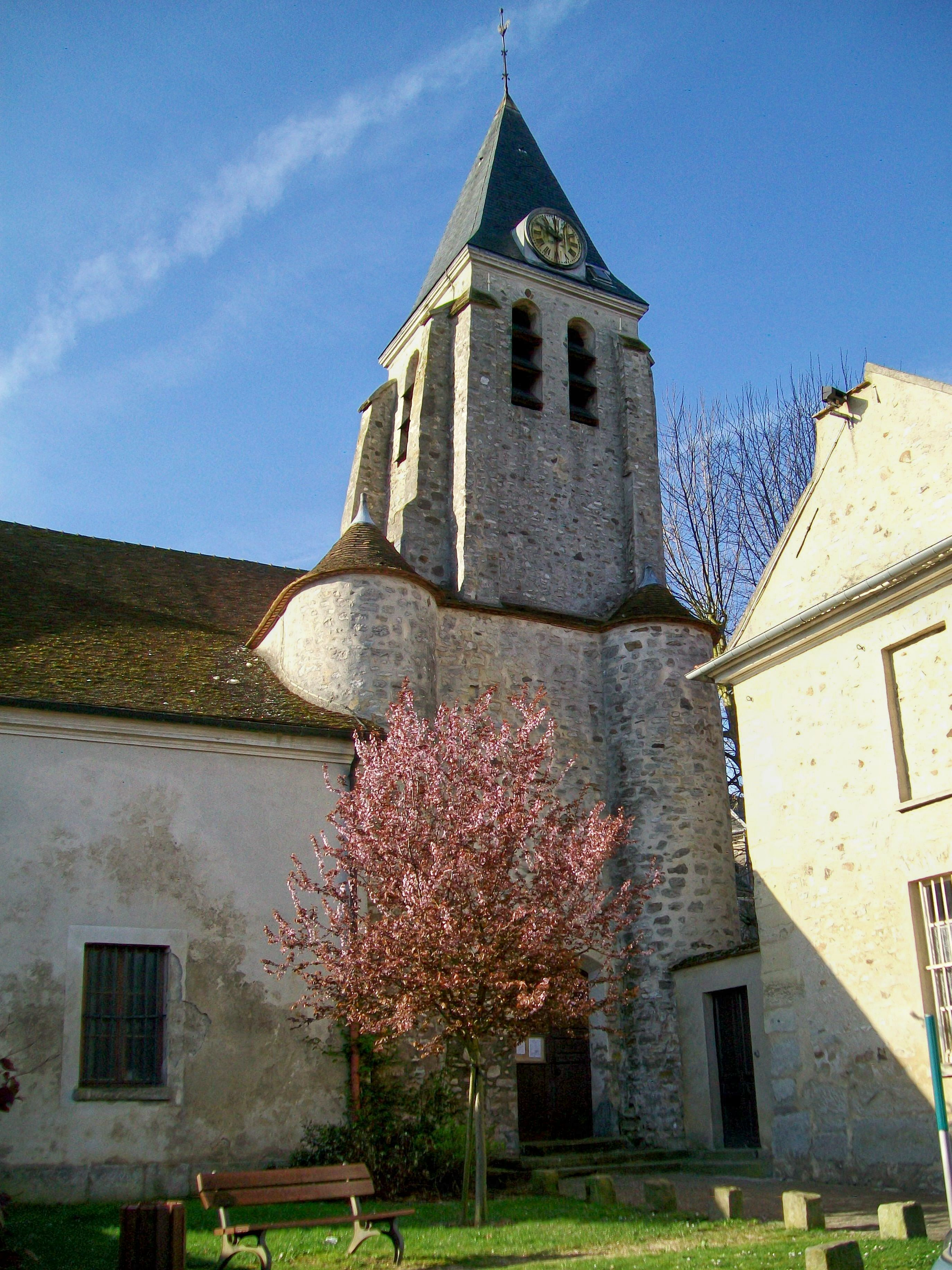
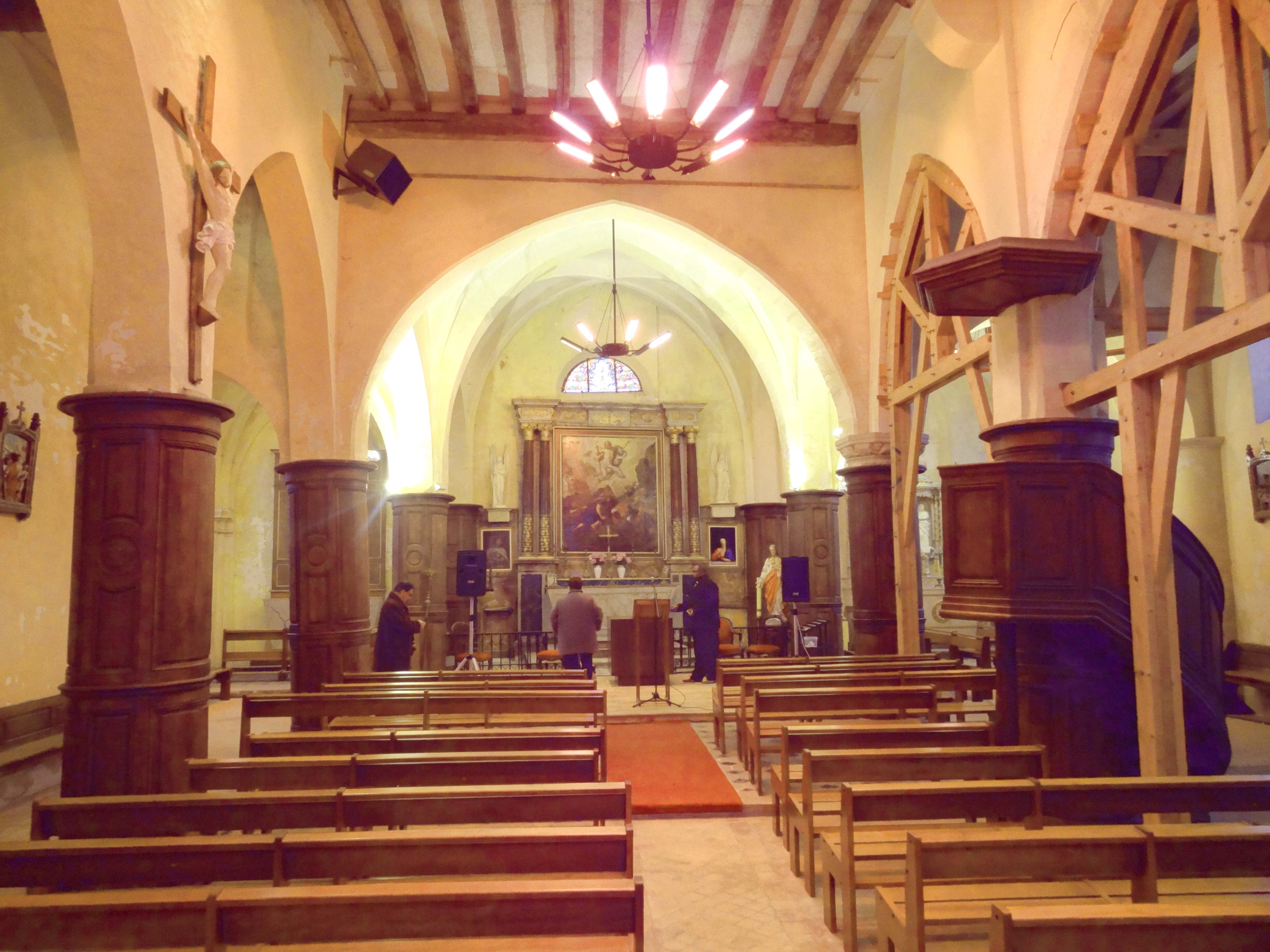
La nef.
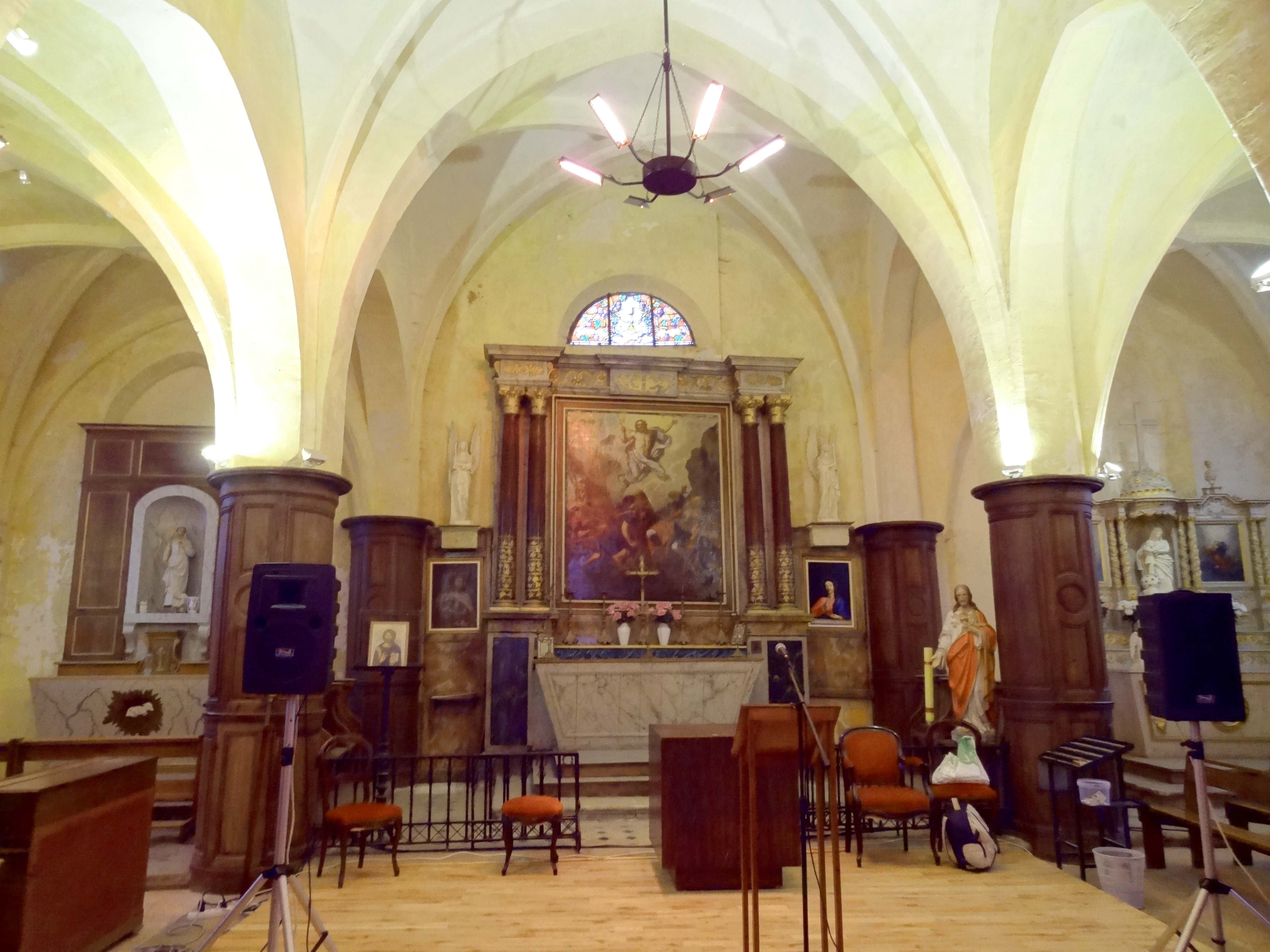
Le chœur.

On peut également signaler : 
- La ferme du Temple avec sa grange dîmière, rue Lucien-Girard-Boisseau : L'appellation de la ferme renvoie à l'ordre du Temple qui possédait la commanderie de Puiseux.
- La propriété « Le Domaine » avec son colombier[43], au nord de l'église, rue Lucien-Girard-Boisseau : Manoir de deux étages, tout couvert de vigne vierge à l'instar du colombier. Ce dernier est de plan rond et comporte deux étages de faible hauteur, percés de nombreux oculi parfaitement ronds. Le toit couvert d'ardoise est coiffé d'une lanterne.
- La fontaine Sainte-Geneviève, sur le chemin rural reliant le vieux village aux nouveaux quartiers par le bois de Puiseux : À flanc du coteau à l'est du chemin, cette fontaine aujourd'hui quasiment tarie donnait naissance à un ruisseau, dont le lit au fond d'un vallon a façonné le paysage. En cas de fortes précipitations, le niveau du ruisseau peut toutefois très rapidement augmenter, comme l'illustrent les deux immenses bassins de rétention construits en peu en aval, à l'ouest du nouveau Puiseux. La fontaine se présente comme une margelle voûtée construite avec des petites pavées, seul le fond étant en pierre de taille.
- Un sentier de randonnée PR traverse la commune, passant par Puiseux-village et les nouveaux quartiers, où se trouve également un parcours sportif reliant les deux secteurs de la commune.

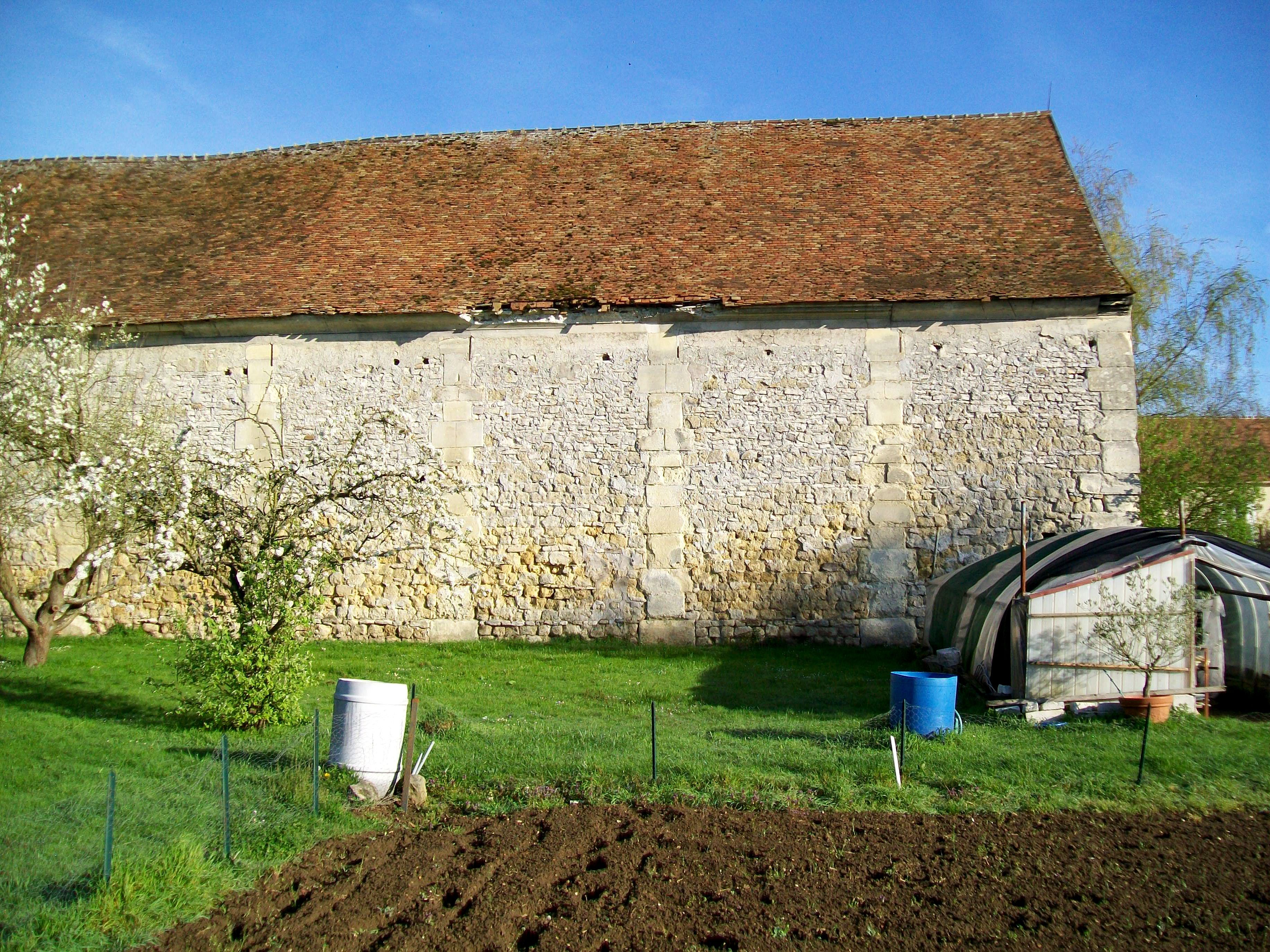
La grange dîmière (vue partielle), façade sud.
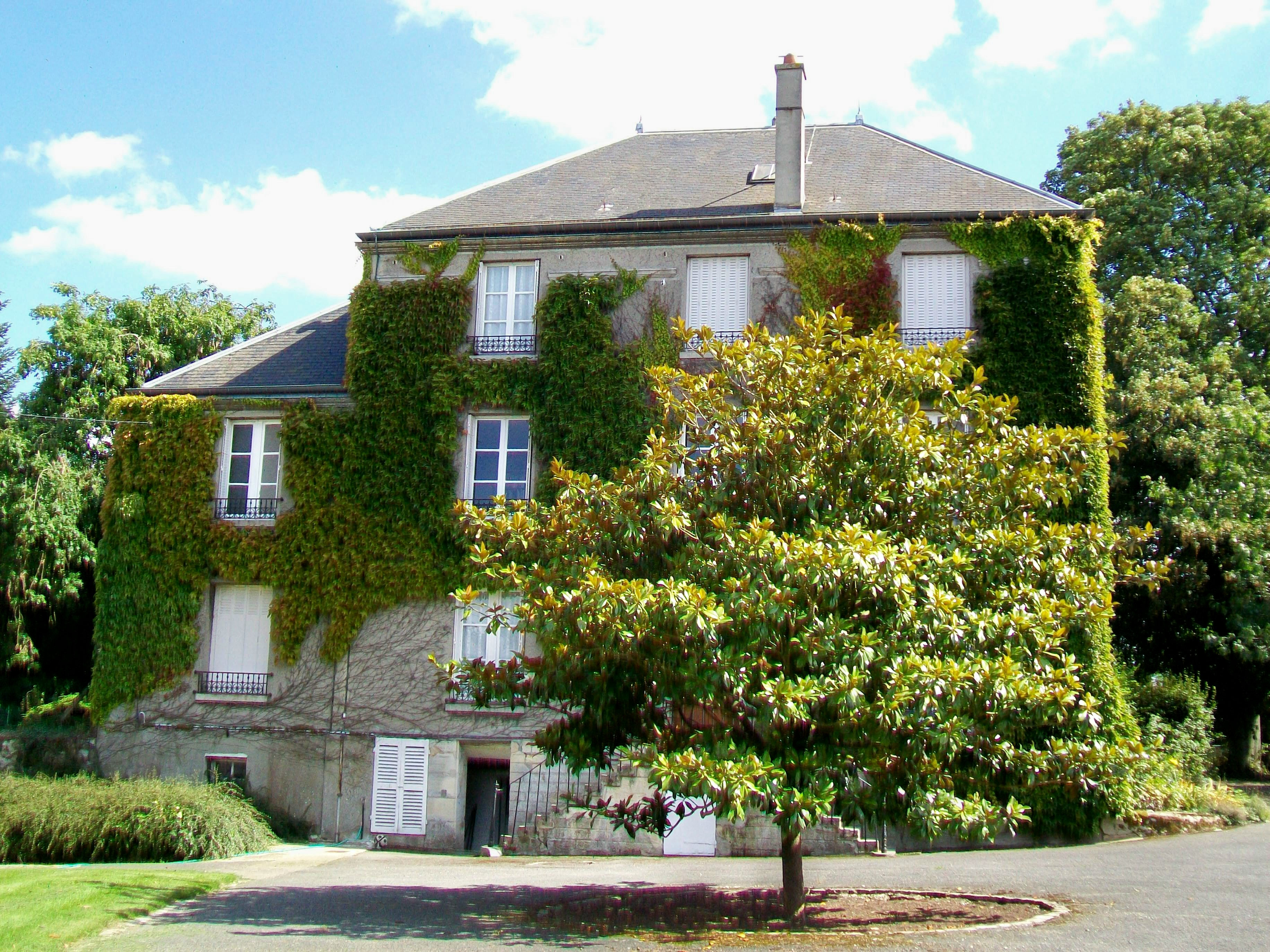
Le logis de la ferme de l'église
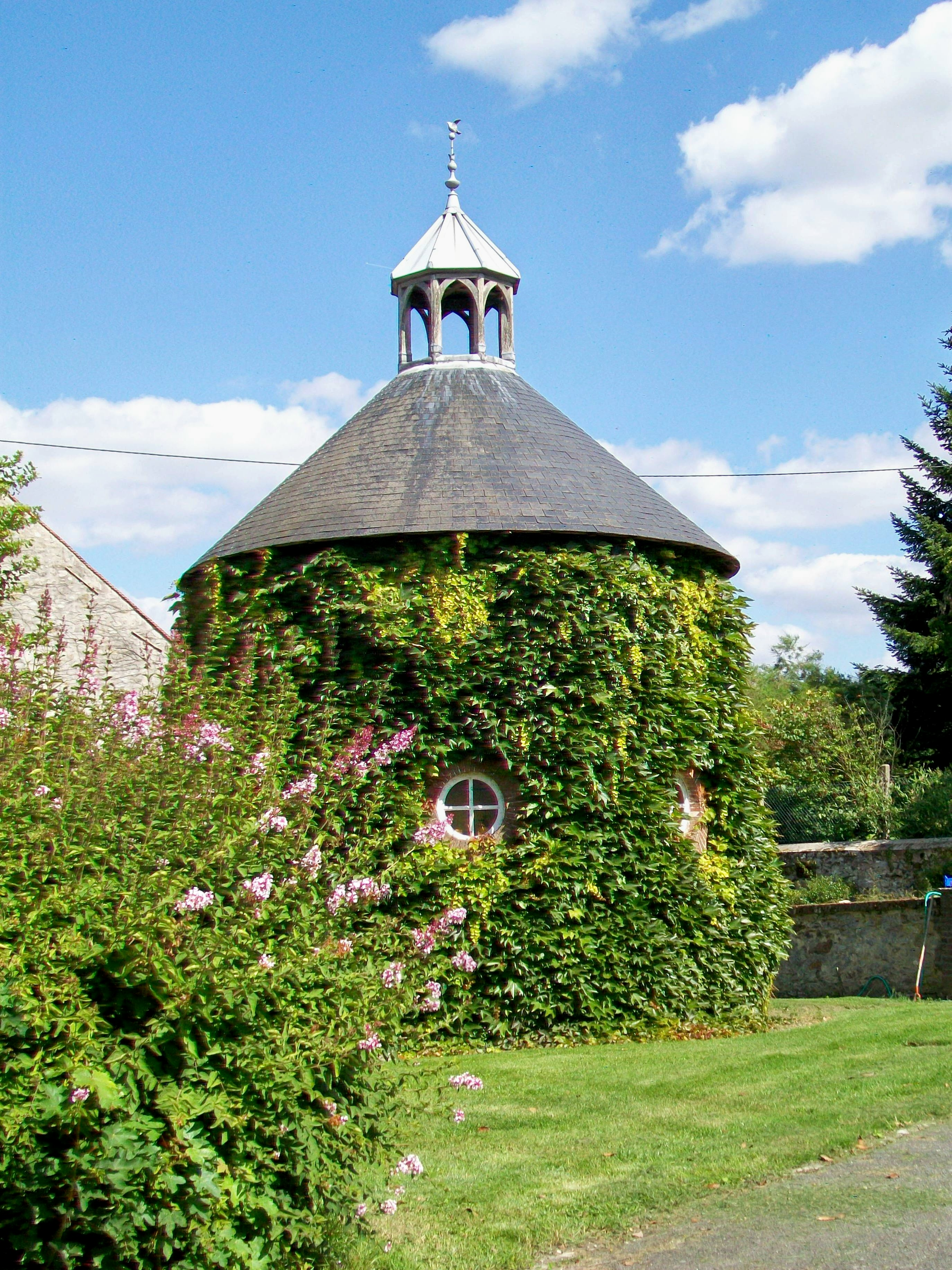
Le colombier du « Domaine », au nord de l'église.
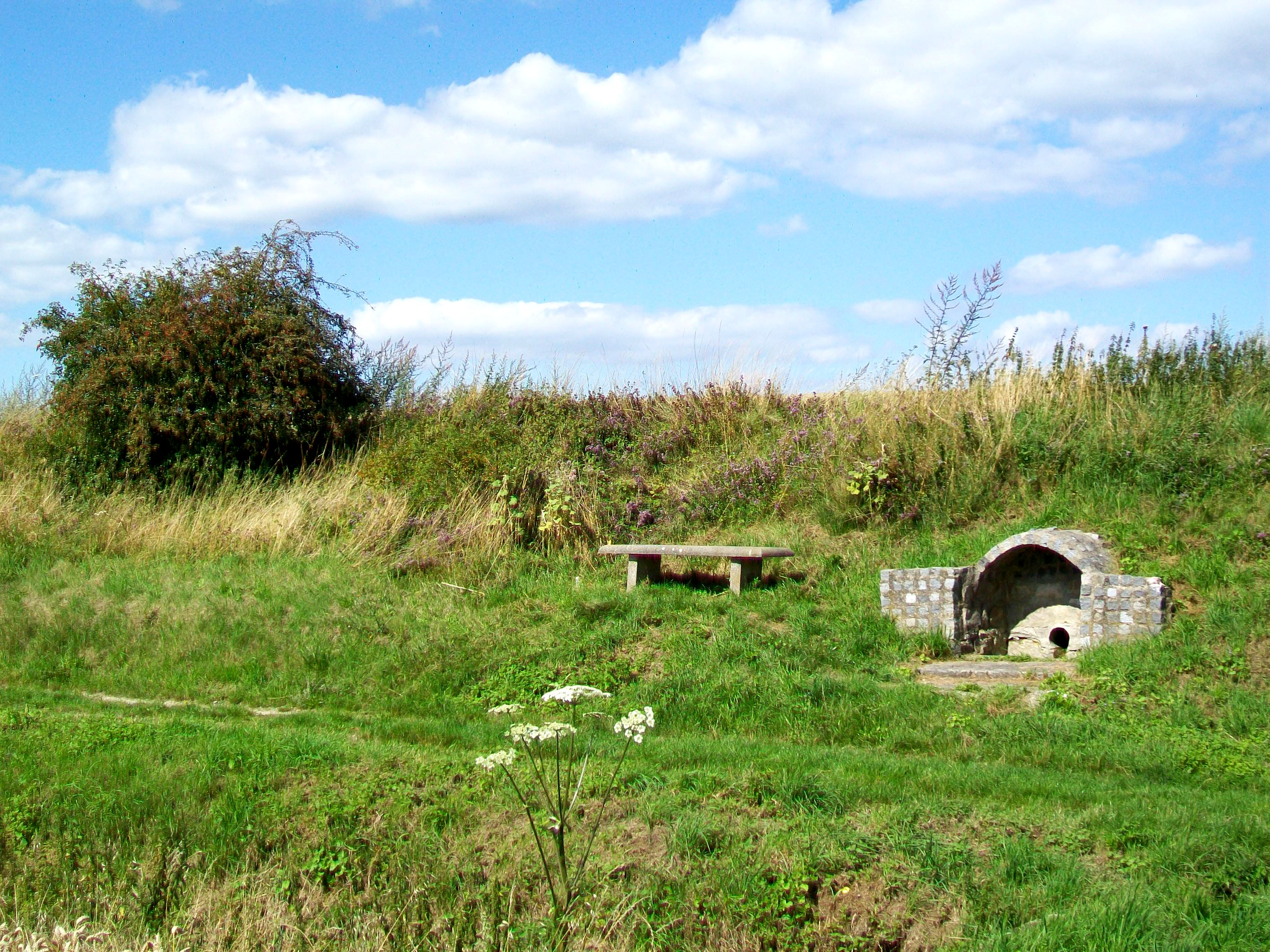
La fontaine Sainte-Geneviève entre le vieux et le nouveau village.
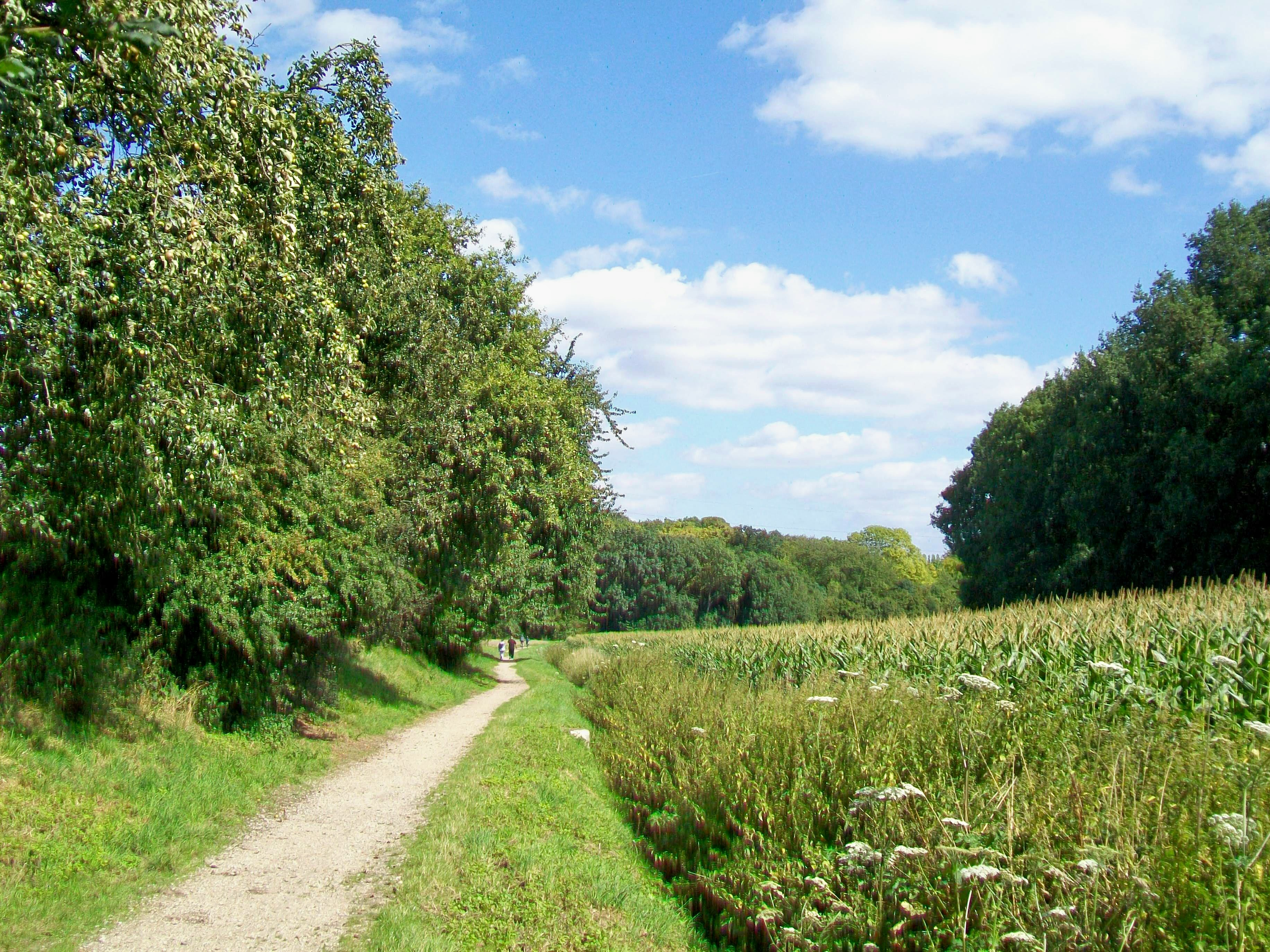
Le parcours de santé

### Héraldique
| Blason de Puiseux-en-France | Blason  | D'argent à la champagne d'azur au puits de gueules maçonné de sable et équité du même brochant sur la champagne. |
| Blason de Puiseux-en-France | Détails | Le statut officiel du blason reste à déterminer.                                                                 |